# 시그리드 알레그리아
시그리드 알레그리아(Sigrid Alegría, 1974년 6월 18일 ~ )는 칠레의 배우이다.